# Nollaig Casey
Nollaig Casey is een Ierse violist, geboren in het westen van het graafschap Cork in het zuiden van Ierland in een muzikale familie. Op een leeftijd van elf jaar begon zij te spelen op de viool en won daarna al verschillende All-Ireland titels voor haar spel. In 1972 won zij een RTE Radio Competition voor composities op de traditionele manier. Op haar negentiende jaar behaalde zij een graad in muziek aan het University College te Cork. Zij speelde bij het RTE Symphony Orchestra waar zij drie jaar bleef voor zij bij Planxty in 1980 ging spelen.
Na deze periode ging zij toeren met verschillende muzikanten in Europa, Australië, Japan, Nieuw-Zeeland en de Verenigde Staten. Sedert 1984 is zij getrouwd met Arty McGlynn en vormt met hem een duo.

## Discografie
- Lead the Knave, 1989
- Causeway, 1995
- Mosaic, 1999
- The Music of What Happened, 2004